# Góry Kaskadowe

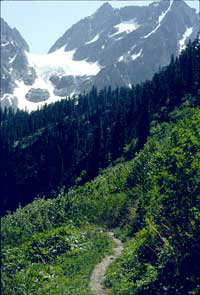
Góry Kaskadowe

Góry Kaskadowe (ang. Cascade Range, fr. Chaîne des Cascades) – pasmo górskie w Ameryce Północnej, wchodzące w skład Kordylierów. Najwyższymi szczytami pasma są Mount Rainier – 4392 m n.p.m. i Mount Shasta – 4317 m n.p.m. Inne wybitne szczyty to Mount Adams (3751 m n.p.m.) w stanie Washington i Mount Hood (3426 m n.p.m.) oraz Trzy Siostry w Oregonie. Główną rzeką jest Kolumbia, głównym miastem Seattle.

## Historia odkryć
Pierwszym Europejczykiem, który dotarł do Gór Kaskadowych był Manuel Quimper, peruwiański (o hiszpańskich korzeniach) kartograf i odkrywca, który w 1790 roku dotarł na północno-zachodnie wybrzeże Ameryki. Opublikował on pierwsze rysunki tych gór. Jednak nazwy, które nadał nie zostały przyjęte. Wiele obecnych nazw szczytów pochodzi od holenderskiego podróżnika i odkrywcy pływającego w służbie brytyjskiej George’a Vancouvera. W latach 1791–1795 badał pacyficzne wybrzeża Ameryki Północnej wzdłuż Oregonu, Waszyngtonu i Kolumbii Brytyjskiej. Pierwszym odkrytym i nazwanym szczytem w dniu 30 kwietnia 1791 roku był Mount Baker. Nazwa pochodziła od nazwiska trzeciego oficera w ekspedycji kapitana Vancouvera, Josepha Bakera. Najwyższy szczyt łańcucha  – Mount Rainier, otrzymał nazwę w maju 1792 roku, którą Vancouver chciał uhonorować swojego przyjaciela admirała Petera Rainiera. Ponadto w październiku 1792 roku odkryto i nazwano Mount Hood, od nazwiska brytyjskiego admirała, lorda Samuela Hooda. W tym samym okresie wulkan St. Helens nazwano dla uczczenia brytyjskiego dyplomaty Alleyne Fitzherberta (1753–1839), który nosił tytuł barona St. Helens. Ekspedycja Lewisa i Clarka w czasie podróży rzeką Kolumbia w 1806 roku opisała górę Mount Jefferson, której nazwa pochodziła od inicjatora ekspedycji, trzeciego prezydenta Stanów Zjednoczonych, Thomasa Jeffersona.

## Położenie
Góry rozciągają się od rzeki Fraser w Kolumbii Brytyjskiej w Kanadzie do Lassen Peak w Kalifornii. Posiadają liczne wygasłe wulkany, ale dwa spośród nich są czynne i wybuchały w ciągu ostatniego stulecia – Mount St. Helens (południowo-zachodnia część stanu Waszyngton) wybuchł w 1980 roku, powodując znaczne straty. Lassen Peak w północnej Kalifornii wybuchł po raz ostatni w 1921 roku. Mount St. Helens wybuchał ponownie w latach 2004–2008.
Góry Kaskadowe są zaporą dla zachodnich wiatrów niosących znad Pacyfiku  masy wilgotnego powietrza, co powoduje znaczne ilości opadów deszczu. Spływające z gór rwące potoki stworzyły głębokie doliny gęsto porośnięte drzewami szpilkowymi i paprociami.
Przez pasmo Gór Kaskadowych przebija się wiele tuneli kolejowych. Tunel Gór Kaskadowych (ang. Cascade Tunnel) jest najdłuższym tunelem na zachodniej półkuli. Przecina na długości 12,54 km granitowe grzbiety górskie w hrabstwach Chelan i King stanu Washington. Zbudowany został w roku 1929 przez przedsiębiorstwo Great Northern Railway. Koszt budowy wyniósł 25 milionów dolarów.

## Główne szczyty
Szczytami Gór Kaskadowych przekraczającymi wysokość 2500 m n.p.m. są:
- Mount Rainier – 4392 m n.p.m., w stanie Waszyngton
- Mount Shasta – 4317 m n.p.m., Kalifornia
- Shastina – 3758 m n.p.m., Kalifornia
- Mount Adams –  3742 m n.p.m., Waszyngton
- Mount Hood – 3426 m n.p.m., Oregon
- Mount Baker – 3286 m n.p.m., Waszyngton
- Glacier Peak – 3213 m n.p.m., Waszyngton
- Mount Jefferson – 3199 m n.p.m., Oregon
- Lassen Peak – 3189 m n.p.m., Kalifornia
- Three Sisters – 3157 m n.p.m., Oregon
- Mount McLoughlin(inne języki) – 2894 m n.p.m., Oregon
- Silverthrone Caldera(inne języki) – 2865 m n.p.m., Kolumbia Brytyjska
- Mount Tehama(inne języki) – 2815 m n.p.m., Kalifornia
- Mount Thielsen – 2799 m n.p.m., Oregon
- Mount Bachelor – 2764 m n.p.m., Oregon
- Mount Scott(inne języki) – 2722 m n.p.m., Oregon
- Mount Garibaldi(inne języki) – 2678 m n.p.m., Kolumbia Brytyjska
- Diamond Peak(inne języki) –  2665 m n.p.m., Oregon
- Mount Meager(inne języki) – 2645 m n.p.m., Kolumbia Brytyjska
- Chaos Crags(inne języki) – 2592 m n.p.m., Kalifornia
- Argonaut Peak – 2578 m n.p.m., Waszyngton
- Mount Bailey(inne języki) – 2551 m n.p.m., Oregon
- Mount St. Helens – 2549 m n.p.m., Waszyngton
- Howlock Mountain(inne języki) – 2545 m n.p.m., Oregon
- Aspen Butte(inne języki) – 2502 m n.p.m.,  Oregon